# Charles Mauron
Charles Mauron (* 27. Juni 1899 in Saint-Rémy-de-Provence; † 5. Dezember 1966 ebenda) war ein französischer Dichter, Übersetzer, Literaturkritiker, Anglist und Romanist.

## Leben und Werk
Mauron musste ein Chemiestudium aus gesundheitlichen Gründen aufgeben und wandte sich der Literaturkritik zu. Er hatte früh Kontakt zur Bloomsbury Group, die ihn sehr schätzte, und übersetzte einige ihrer Bücher ins Französische (E. M. Forster 1927, Virginia Woolf 1931, 1935, Katherine Mansfield 1939; daneben übersetzte er Israel Zangwill 1928, D. H. Lawrence 1932, T. E. Lawrence 1936, 1937, Leonard Woolley 1937 und Lawrence Sterne). Zwei seiner eigenen frühen Texte wurden von seinem Freund Roger Fry ins Englische übersetzt und erschienen 1927 und 1925 in Verlagen der Bloomsbury Group. (Das erste Buch seiner Ehefrau Marie Mauron erschien 1934 ebenfalls zuerst in englischer Übersetzung, durch F. L. Lucas 1894–1967, der der Gruppe nahestand.)
Mauron entwickelte eine Literaturkritik auf psychoanalytischer Grundlage, in der die Untersuchung der Metaphern eine große Rolle spielt. Er promovierte 1954 in Aix-en-Provence mit der Arbeit L'inconscient dans l'oeuvre et la vie de Racine (Gap 1957, 1965, 1969, Genf 1986) und habilitierte sich 1963 in Paris mit den beiden Thèses Des métaphores obsédantes au mythe personnel. Introduction à la psychocritique (Paris 1963, 1988; italienisch Mailand 1966, 1976) und Psychocritique du genre comique. Aristophane. Plaute. Térence. Molière (Paris 1964, 1985; spanisch Madrid 1997; japanisch).

## Werke
- The nature of beauty in art and literature, London 1927 (ins Englische übersetzt von Roger Fry)
- Poèmes en prose, Argenteuil 1930
- Aesthetics and psychology, London 1935, Port Washington 1970 (ins Englische übersetzt von Roger Fry)
- Mallarmé l'obscur, Paris 1941, Genf 1986
- Sagesse de l'eau, Marseille 1945
- L'Homme triple. Essais, Paris 1947
- Introduction à la psychanalyse de Mallarmé, Paris 1950, 1968, 1978 (englisch Berkeley 1963)
- Mallarmé par lui-même, Paris 1964, 1990
- Le dernier Baudelaire, Paris 1966, 1986 (auch japanisch)
- Phèdre, Paris 1968
- Le théâtre de Giraudoux. Etude psychocritique, Paris 1971, 2002
- Van Gogh. Etudes psychocritiques, hrsg. von Claude Mauron, Paris 1976
- Études mistraliennes et autres études psychocritiques, hrsg. von Claude Mouron, Saint-Rémy-de-Provence 1989
- Poèmes français et provençaux. Évocations, Saint-Rémy-de-Provence 2005